# پونیت راجکومار
پونیت راجکومار (انگلیسی: Puneeth Rajkumar؛ ۱۷ مارس ۱۹۷۵ – ۲۹ اکتبر ۲۰۲۱) بازیگر هندی بود. او یکی از پردرآمدترین بازیگران در سینمای کانارایی بود.
از فیلم‌هایی که وی در آن نقش داشته‌است می‌توان به محل ملاقات (۲۰۰۷)، جکی (۲۰۱۰)، شاهزاده (۲۰۱۷) و پسر آنجانی (۲۰۱۷) اشاره کرد.

## گزیدهٔ فیلم‌شناسی
- آنا باند
- رانا ویکراما
- شاهزاده
- به خاطر تو
- پسر آنجانی
- جکی
- محل ملاقات
- قدرت
- هزارتو
- پاراماتما
- پادشاه
- مرد خوش‌شانس
- آبهی
- آجی
- آپو